# بشیر وارائف
بشیر وارائف (روسی: Башир Вараев؛ زادهٔ ۲۳ فوریه ۱۹۶۴) جودوکار اهل روسیه است.
وی در مسابقات کشوری و بین‌المللی در مجموع برندهٔ ۱ مدال برنز شده‌است.